# Aulosaccus solaster
Aulosaccus solaster är en svampdjursart som beskrevs av Okada 1932. Aulosaccus solaster ingår i släktet Aulosaccus och familjen Rossellidae.
Artens utbredningsområde är havet kring Japan. Inga underarter finns listade i Catalogue of Life.